# Stewart Peak, British Columbia
Stewart Peak är en bergstopp i Kanada.   Den ligger i provinsen British Columbia, i den södra delen av landet, 3 400 km väster om huvudstaden Ottawa. Toppen på Stewart Peak är 2 051 meter över havet. Stewart Peak ingår i Skagit Range.
Terrängen runt Stewart Peak är huvudsakligen bergig. Runt Stewart Peak är det mycket glesbefolkat, med 4 invånare per kvadratkilometer.. Närmaste större samhälle är Agassiz, 13,2 km nordväst om Stewart Peak.
I omgivningarna runt Stewart Peak växer i huvudsak barrskog.